# Maserati 5000 GT
Maserati 5000 GT – samochód sportowy klasy wyższej produkowany przez włoską markę Maserati w latach 1959–1965. 

## Historia i opis modelu

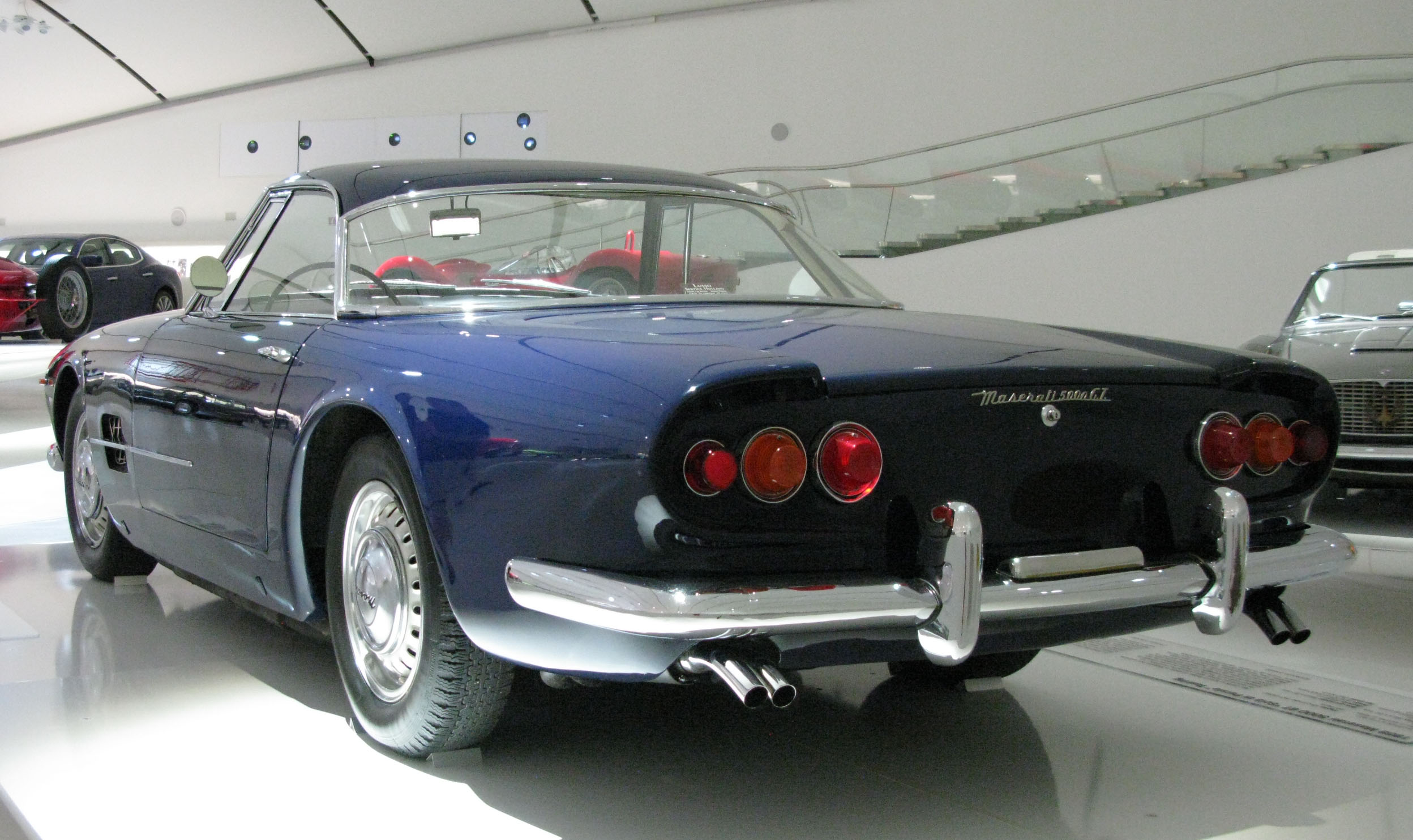
Maserati 5000 GT – tył

Charakteryzował się dwudrzwiowym nadwoziem typu coupé. Podwozie pochodziło z modelu 3500 GT, silnik zaś od 450S. Nadwozia produkowane były przez różne firmy trudniące się ich projektowaniem (np. Carrozzeria Touring, Carrozzeria Allemano, Pietro Frua, Carrozzeria Monterosa, Pininfarina, Ghia, Michelotti czy Bertone). Moc przenoszona była poprzez 5-biegową manualną skrzynię biegów na koła tylne.